# Magierów (Ukraina)
Magierów (ukr. Магерів, Maheriw) – osiedle typu miejskiego na Ukrainie, w obwodzie lwowskim, w rejonie lwowskim.

## Historia

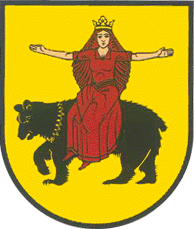
Herb Magierowa z czasów II RP

Magierów został założony w 1595 roku. 11 lipca 1657 roku w okolicach miasteczko stoczono bitwę pomiędzy Polakami i Kozakami w ramach II wojny północnej.
Po zakończeniu I wojny światowej krótkotrwale miejscowość znajdowała się pod kontrolą Zachodnioukraińskiej Republiki Ludowej. W okresie II Rzeczypospolitej Magierów leżał w powiecie rawskim w województwie lwowskim i był siedzibą wiejskiej gminy Magierów. 
W kwietniu i maju 1944 nacjonaliści ukraińscy z OUN-UPA zamordowali tutaj 36 Polaków, paląc polskie gospodarstwa. W latach 1940–1941 i 1944–1957 siedziba rejonu magierowskiego.
Po II wojnie światowej miejscowość weszła w skład Związku Radzieckiego.
Miejsce urodzenia polskiego poety, satyryka, eseisty i krytyka literackiego Włodzimierza Stebelskiego. W Magierowie znajduje się opuszczony kościół pw. Św. Trójcy (ul. Łesia Martowycza 2), w 2017 roku wystawiony na aukcję, sprzedany w 2019 roku prywatnemu przedsiębiorcy.